# Jeanne Streicher
Jeanne Streicher  (* 4. Oktober 1880 in Laon; † 19. Oktober 1963 in Paris) war eine französische Romanistin.

## Leben und Werk
Jeanne Streicher besuchte als Schülerin von Ferdinand Brunot die 1881 gegründete École normale supérieure de jeunes filles in Sèvres. Sie bestand 1904 die Agrégation de lettres und lehrte dann an der gleichen Eliteschule. 1927 wurde sie Mitglied der Société linguistique de Paris.

## Werke
- (Hrsg.) Claude Favre de Vaugelas, Remarques sur la langue française (1647), Paris 1934, 1945, Genf 1970, 2000 (Prix Saintour der Académie française, 1936)
- (Hrsg.) La Mothe Le Vayer, Scipion Dupleix, Ménage, Bouhours, Conrart, Chapelain, Patru, Thomas Corneille, Casagne, Andry de Boisregard und die Académie française, Commentaires sur les "Remarques" de Vaugelas, 2 Bde., Paris 1936, Genf 1970
- (Hrsg.) Théophile de Viau, Oeuvres poétiques,  2 Bde., Genf 1951–1958, 1958–1967 (Prix Saintour der Académie française, 1959)
- (Hrsg.) Pierre Corneille, Sertorius,  Paris 1959, Genf 1980, 1999 (Madame Ferdinand Brunot gewidmet)